# Lucie Ingemann
Lucie Marie Ingemann, nata Lucie Marie Mandix (Copenaghen, 19 febbraio 1792 – Sorø, 15 gennaio 1868), è stata una pittrice danese conosciuta soprattutto per aver dipinto grandi pale d'altare raffiguranti figure bibliche, molte delle quali si trovano nelle chiese della Danimarca.

## Biografia
Lucie era figlia di Margaretha Elisabeth Hvistendahl (1756-1816) e dell'economista Jacob Mandix (1758-1831). Fu allieva del pittore floreale danese Cladius Detlev Fritzsch. Ci sono testimonianze sul fatto che ha dipinto presso lo studio del pittore Christoffer Wilhelm Eckersberg, anche se non come allieva. All'età di 20 anni si fidanzò con lo scrittore Bernhard Severin Ingemann, che sposò dieci anni più tardi nel luglio 1822. I coniugi vivevano a Sorø dove Bernhard insegnava nella locale accademia. Nella loro casa essi ebbero modo di ospitare alcune delle figure di spicco della cultura danese come Hans Christian Andersen e Bertel Thorvaldsen. Bernhard Ingemann, che scriveva poesie, incoraggiò l'interesse di Lucie per la pittura.
Anche se Lucie Ingemann ha dipinto alcuni ritratti e opere di genere, si è concentrata principalmente su dipinti di fiori e, a metà degli anni Venti dell'Ottocento, sulle figure religiose. Partecipò alla Fiera primaverile di Charlottenborg nel 1824 e nel 1826, in entrambi i casi presentando pitture floreali. Condivideva con suo marito un profondo senso dell'arte e della religione, con il risultato che anche i suoi dipinti di fiori spesso riflettevano temi religiosi e mistici ispirati al romanticismo tedesco. Le sue grandi composizioni bibliche e le pitture d'altare sono convincenti, forse grazie alla guida di Johan Ludwig Lund. In alcuni casi ella abbandona la prospettiva a favore di una spaziosità che raffigura il mistero spirituale. Le sue molte opere religiose furono collocate sugli altari delle chiese danesi, anche se una parte fu successivamente rimossa.
Lucie Ingemann è una delle poche donne conosciute nel XIX secolo che hanno dedicato la propria vita alla pittura. Ha anche svolto un ruolo importante nella casa di Ingemanns nonostante il fatto che i riferimenti a lei sono principalmente riconducibili alla vita del marito.

## Opere
- L'Annunciazione, 1817
- Cristo risorto, 1833
- La Trasfigurazione, 1838
- Cristo placa la tempesta sul mare di Galilea, 1847
- Cristo con i discepoli, 1852
- Cristo guarisce un cieco, 1861